# North American Soccer League 2012
Il secondo campionato della NASL ed il 45º della seconda lega nazionale vede al via 8 squadre, di cui 7 confermate dalla stagione precedente (Carolina RailHawks, Puerto Rico Islanders, Fort Lauderdale Strikers, Minnesota Stars FC, Atlanta Silverbacks, FC Edmonton e Tampa Bay Rowdies) ed il ricambio con l'uscita dalla lega dei Montréal Impact e l'ingresso dei San Antonio Scorpions. Il FC Tampa Bay cambia denominazione in Rowdies.

## Formula
Confermata la formula della stagione precedente: il campionato si articola in un doppio girone all'italiana, con ciascuna delle otto formazioni che incontra le altre partecipanti due volte in casa e due volte in trasferta. Le migliori sei vengono ammesse ai play-off: le squadre dal terzo al sesto posto partono da un turno preliminare, le prime due si qualificano direttamente per le semifinali

## Squadre partecipanti
| Naz.                   | Squadra                 | Città/Zona               | Stadio                      |
| ---------------------- | ----------------------- | ------------------------ | --------------------------- |
| Stati Uniti (bandiera) | Atlanta Silverbacks     | Atlanta, GA, USA         | Atlanta Silverbacks Park    |
| Stati Uniti (bandiera) | Carolina RailHawks      | Cary, NC, USA            | WakeMed Soccer Park         |
| Canada (bandiera)      | FC Edmonton             | Edmonton, AB, Canada     | Clarke Stadium              |
| Stati Uniti (bandiera) | Ft. Lauderdale Strikers | Fort Lauderdale, FL, USA | Lockhart Stadium            |
| Stati Uniti (bandiera) | Minnesota Stars         | Blaine, MN, USA          | National Sports Center      |
| Porto Rico (bandiera)  | P.R. Islanders          | Bayamón, PR              | Juan Ramón Loubriel Stadium |
| Stati Uniti (bandiera) | S.A. Scorpions          | San Antonio, TX          | Heroes Stadium              |
| Stati Uniti (bandiera) | Tampa Bay Rowdies       | Saint Petersburg, FL     | Progress Energy Park        |

## Classifica
| Pos | Squadra                 | PG | V  | N  | P  | GF | GS | PU |
| --- | ----------------------- | -- | -- | -- | -- | -- | -- | -- |
| 1   | S.A. Scorpions          | 28 | 13 | 8  | 7  | 46 | 27 | 47 |
| 2   | Tampa Bay Rowdies       | 28 | 12 | 9  | 7  | 37 | 30 | 45 |
| 3   | P.R. Islanders          | 28 | 11 | 8  | 9  | 32 | 30 | 41 |
| 4   | Carolina RailHawks      | 28 | 10 | 10 | 8  | 44 | 46 | 40 |
| 5   | Ft. Lauderdale Strikers | 28 | 9  | 9  | 10 | 40 | 46 | 36 |
| 6   | Minnesota Stars         | 28 | 8  | 11 | 9  | 34 | 33 | 35 |
| 7   | Atlanta Silverbacks     | 28 | 7  | 9  | 12 | 35 | 46 | 30 |
| 8   | FC Edmonton             | 28 | 5  | 10 | 13 | 26 | 36 | 25 |

### Play-off
|  | Quarti di finale | Quarti di finale        | Quarti di finale |  |  | Semifinali | Semifinali         | Semifinali      | Semifinali      | Semifinali |   |       | Finale                  | Finale                  | Finale | Finale | Finale |  |
|  |                  |                         |                  |  |  |            |                    |                 |                 |            |   |       |                         |                         |        |        |        |  |
|  |                  |                         |                  |  |  | 1          | S.A. Scorpions     | 1               | 1               | 2          |   |       |                         |                         |        |        |        |  |
|  | 3                | P.R. Islanders          | 1                |  |  |            | Minnesota Stars    | 2               | 2               | 4          |   |       |                         |                         |        |        |        |  |
|  | 6                | Minnesota Stars         | 2                |  |  |            |                    |                 |                 |            |   |       | Tampa Bay Rowdies (dtr) | Tampa Bay Rowdies (dtr) | 0      | 3      | 3 (3)  |  |
|  |                  |                         |                  |  |  |            |                    | Minnesota Stars | Minnesota Stars | 2          | 1 | 3 (2) |                         |                         |        |        |        |  |
|  |                  |                         |                  |  |  | 2          | Tampa Bay Rowdies  | 2               | 3               | 5          |   |       |                         |                         |        |        |        |  |
|  | 4                | Carolina RailHawks      | 3                |  |  |            | Carolina RailHawks | 1               | 3               | 4          |   |       |                         |                         |        |        |        |  |
|  | 5                | Ft. Lauderdale Strikers | 1                |  |  |            |                    |                 |                 |            |   |       |                         |                         |        |        |        |  |

### Soccer Bowl
| Arbitro: | Kevin Terry, Jr. |

|                          |           |  |
| Walker 67’ M. Nunez 90+’ | Marcatori |  |

| Arbitro: | Alejandro Mariscal |

|                                   |                      |                                             |
| Cort 25’ Savage 51’ Antoniuk 90+’ | Marcatori            | 52’ Lucas Rodríguez                         |
| Mulholland Cox Picault Cort       | Tiri di rigore 3 – 2 | Hlavaty Del Do Picault Bracalello Rodríguez |

## Verdetti
Tampa Bay Rowdies campione NASL 2012 (primo titolo)